# Повторний шлюб
«Повторний шлюб» (фр. Les mariés de l'an deux) — французька кінокомедія, що вийшла 7 квітня 1971 року, яку зняв Жан-Поль Раппно, з Жаном-Полем Бельмондо і Марлен Жобер у головних ролях.

## Сюжет
Француз Ніколя Філібер відкрив для себе Америку в 1787 році, коли нелегально перетнув Атлантику в трюмі корабля Індійської компанії. У Ніколя не було ні грошей, ні документів, і його посадили у в'язницю. Втім, у в'язниці спритний парубок пробув лише три дні, після чого влаштувався нічним сторожем. А через п'ять років розумний і винахідливий Філібер зробив блискучу кар'єру в Новому Світі і збирався одружитися з донькою багатого судновласника. Вдалому шлюбу заважала тільки одна обставина — Ніколя був уже одружений у Франції. Тепер, щоб розшукати свою «французьку дружину» Шарлотту і оформити з нею розлучення, честолюбний наречений повинен вирушити в країну, з якої втік. На календарі 1793 рік, у Франції революція, і подорож обіцяє бути не тільки захопливою, але й небезпечною.

## У ролях
- Жан-Поль Бельмондо — Ніколя Філібер / Бастійяк
- Марлен Жобер — Шарлотта Філібер
- Самі Фре — маркіз де Герон
- Лаура Антонеллі — Пауліна де Герон
- П'єр Брассер — Жослен, батько Шарлотти, торговець вином
- Мішель Оклер — принц
- Жульєн Гійомар — представник революції
- Маріо Давід — Реквієм
- Шарль Деннер — мандрівник
- Жорж Беллер — Симон, гвардієць
- Патрік Прежан — Сен-Обен
- Поль Кроше — публічний обвинувач
- Марк Дудікур — в'язень
- Патрік Девар — доброволець
- Жан Барні — епізод
- Моріс Барьє — президент
- Франсуа Каде — епізод
- Ермано Казанова — епізод
- Вернон Добчефф — пастор
- Люк Флоріан — епізод
- Біллі Кірнс — епізод
- Рене Морар — епізод
- Деніз Перон — епізод
- Мартен Лартіг — епізод
- Жан Тюрльє — епізод
- Сім — Лукас
- Жан-Марі Верселль — епізод
- Анрі Гібе — друг Сімона
- Ерве Жоллі — епізод
- Жак Легра — епізод

## Знімальна група
- Режисер — Жан-Поль Раппно
- Сценаристи — Данієль Буланже, Моріс Клавель, Жан-Поль Раппно, Клод Соте
- Оператор — Клод Ренуар
- Композитор — Мішель Легран
- Художники — Марчел Богос, Віллі Голт, Родіка Савін, Александр Тронер
- Продюсер — Ален Пуаре

## Джерело
- Повторний шлюб на сайті IMDb (англ.)
- Повторний шлюб на сайті kinopoisk.ru
- Повторний шлюб на сайті KinoFilms.ua